# Сельское поселение Парфёновское (Вологодская область)
Сельское поселение Парфёновское — упразднённое сельское поселение в составе Великоустюгского района Вологодской области.
Центр — деревня Карасово.
Население по данным переписи 2010 года — 301 человек, оценка на 1 января 2012 года — 303 человека.

## История
Деревня Парфёново основана примерно в 1880 году. Её название происходит от имени владельца имения, помещика Парфения.
В 1878 году крестьянин Ноготков из деревни Коромыслово выкупил земельный участок в 18 км от Великого Устюга и построил винокуренный завод. По преданию, около завода росла кривая берёза, от которой пошло название деревни, возникшей рядом с заводом. При заводе работал откормочный пункт крупного рогатого скота, колбасный цех, рядом располагались пекарня и лавка.
После революции в Парфёнове возник одноимённый сельсовет. Были построены клуб, библиотека, медпункт, школа, фермы, открыт магазин.
В 1934 году сельсовет вместе с другими учреждениями (клубом, медпунктом, библиотекой) был переведён в деревню Кривая Берёза.
В 1962 году появилось радио, а в 1964 году — электричество.
В 1960-х годах самой крупной деревней сельсовета стала деревня Карасово. В неё перевезли библиотеку и медпункт, была построена контора совхоза, открыты новые здания Дома культуры и сельского Совета. В 1970-х годах деревня Карасово активно развивалась: строились жилые дома, были проведены вода и газ, появилось телевидение. В 1975 году построена Карасовская восьмилетняя школа с интернатом для детей из отдалённых деревень, детский сад, магазин, почта.
В 1999 году был утверждён список населённых пунктов Вологодской области. Согласно этому списку в состав Парфёновского сельсовета входили 26 населённых пунктов.
В 2001 году была упразднена деревня Иванниково.
1 января 2006 года в соответствии с Федеральным законом № 131 «Об общих принципах организации местного самоуправления в Российской Федерации» Парфёновский сельсовет был преобразован в Парфёновское сельское поселение.
Законом Вологодской области от 29 мая 2017 года № 4147-ОЗ были преобразованы, путём их объединения, сельские поселения Парфёновское, Покровское и Шемогодское — в сельское поселение Заречное с административным центром в деревне Аристово.

## Экономика
В 1930 году созданы колхозы «8 Марта» и «Ермак».
В 1965 году колхозы «Ермак», «8 Марта» и «Красный сеятель» были объединены в совхоз «Парфёновский».
Построенный в конце XIX века спиртзавод в Кривой Берёзе после революции перешёл в собственность государства и переведён в Великий Устюг. В Кривую Берёзу из деревни Старое Рожково был переведён смользавод.
Основное предприятие — ООО «Заречье» (бывший колхоз «Парфёновский»). Работают отделение связи деревни Карасово, магазины.

## Культура и образование
В 1929 году в двухэтажном общежитии открылась семилетняя школа, в бывшем купеческом доме — интернат для школьников. В 1942 году в деревне Кривая Берёза открылся детский дом, в который привозили сирот из Вологодской и Архангельской областей и детей, родители которых ушли на фронт.
В сельское поселении действуют Карасовский дом культуры, Парфёновский детский сад, Парфёновский медпункт, Парфёновская библиотека (и её филиал — Кузьминская библиотека).

## Населённые пункты
В состав сельского поселения входят 25 деревень, из них 5 нежилых.
Крупнейшая деревня — Карасово. В 2006 году в ней проживало 303 человека.
| Населённый пункт              | ОКАТО          | Рег. номер | Расстояние до районного центра, км | Расстояние до центра поселения, км | Координаты                      |
| ----------------------------- | -------------- | ---------- | ---------------------------------- | ---------------------------------- | ------------------------------- |
| деревня Верхнее Грибцово      | 19 214 848 002 | 1125       | 13                                 | 1,5                                | 60°39′33″ с. ш. 46°18′49″ в. д. |
| деревня Верхний Заемкуч       | 19 214 848 003 | 1126       | 13,5                               | 2                                  | 60°39′06″ с. ш. 46°19′44″ в. д. |
| деревня Горяево               | 19 214 848 004 | 1127       | 27,5                               | 16                                 | 60°34′48″ с. ш. 46°29′57″ в. д. |
| деревня Демидово              | 19 214 848 005 | 1128       | 30,5                               | 19                                 | 60°35′59″ с. ш. 46°31′22″ в. д. |
| деревня Деревенька            | 19 214 848 006 | 1129       | 14,5                               | 3                                  | 60°38′33″ с. ш. 46°15′56″ в. д. |
| деревня Карасово              | 19 214 848 001 | 1124       | 11,5                               | —                                  | 60°40′10″ с. ш. 46°19′48″ в. д. |
| деревня Конково               | 19 214 848 008 | 1131       | 29,5                               | 18                                 | 60°34′01″ с. ш. 46°30′45″ в. д. |
| деревня Кривая Берёза         | 19 214 848 009 | 1132       | 16,5                               | 5                                  | 60°38′05″ с. ш. 46°24′33″ в. д. |
| деревня Кузьминская Выставка  | 19 214 848 011 | 1134       | 17,5                               | 6                                  |                                 |
| деревня Кузьминское           | 19 214 848 010 | 1133       | 29,5                               | 18                                 | 60°35′18″ с. ш. 46°31′01″ в. д. |
| деревня Куракино              | 19 214 848 012 | 1135       | 28,5                               | 17                                 |                                 |
| деревня Малое Петровское      | 19 214 848 013 | 1136       | 15                                 | 3,5                                |                                 |
| деревня Нижнее Грибцово       | 19 214 848 014 | 1137       | 14                                 | 2,5                                | 60°38′51″ с. ш. 46°18′25″ в. д. |
| деревня Нижний Заемкуч        | 19 214 848 015 | 1138       | 14                                 | 2,5                                |                                 |
| деревня Новое Рожково         | 19 214 848 017 | 1140       | 27,5                               | 16                                 | 60°34′48″ с. ш. 46°27′32″ в. д. |
| деревня Новое Семенниково     | 19 214 848 016 | 1139       | 16,5                               | 5                                  |                                 |
| деревня Парфёново             | 19 214 848 018 | 1141       | 15                                 | 3,5                                | 60°38′25″ с. ш. 46°18′51″ в. д. |
| деревня Парфёновская Выставка | 19 214 848 019 | 1142       | 16,5                               | 5                                  | 60°37′37″ с. ш. 46°18′00″ в. д. |
| деревня Пустая                | 19 214 848 020 | 1143       | 15,5                               | 4                                  | 60°38′38″ с. ш. 46°24′15″ в. д. |
| деревня Рожково               | 19 214 848 021 | 1144       | 12                                 | 6                                  | 60°33′27″ с. ш. 46°30′32″ в. д. |
| деревня Семенниково           | 19 214 848 022 | 1145       | 14                                 | 2,5                                | 60°38′54″ с. ш. 46°17′24″ в. д. |
| деревня Слободка              | 19 214 848 023 | 1147       | 31,5                               | 20                                 | 60°33′21″ с. ш. 46°31′54″ в. д. |
| деревня Смолинская Выставка   | 19 214 848 024 | 1146       | 26,5                               | 15                                 | 60°34′37″ с. ш. 46°28′46″ в. д. |
| деревня Усов Починок          | 19 214 848 025 | 1148       | 29,5                               | 18                                 | 60°35′04″ с. ш. 46°26′10″ в. д. |
| деревня Шастово               | 19 214 848 026 | 1149       | 32,5                               | 21                                 | 60°35′59″ с. ш. 46°33′49″ в. д. |

Упразднённые населённые пункты:
| Населённый пункт   | ОКАТО          | Рег. номер | Расстояние до районного центра, км | Расстояние до центра поселения, км | Комментарий           |
| ------------------ | -------------- | ---------- | ---------------------------------- | ---------------------------------- | --------------------- |
| деревня Иванниково | 19 214 848 007 | 1130       | 18                                 | 6,5                                | Упразднена 18.01.2001 |